# Allolabus uniformis
Allolabus uniformis es una especie de coleóptero de la familia Attelabidae.

## Distribución geográfica
Habita en Malasia y Indonesia.